# Mounir Chouiar
Mounir Chouiar (Liévin, 23 januari 1999) is een Marokkaans-Frans voetballer die doorgaans als aanvaller speelt. Hij maakte in 2016 als 17-jarige zijn debuut voor RC Lens. Hij speelt sinds 2019 voor Dijon FCO.

## Clubcarrière

### RC Lens
Chouiar maakte op 29 juli 2016 zijn officiële debuut voor RC Lens in een Ligue 2 wedstrijd tegen Chamois Niortais (0-0). Hij speelde in het seizoen 2016/17 drie wedstrijden. Na 3 seizoenen waarin hij 50 wedstrijden speelde en 7 keer scoorde, tekende hij voor een bedrag van €3.500.000 in september een drie-jarig contract bij Dijon FCO, uitkomend in de Ligue 1.

### Dijon FCO
Chouiar maakte op 14 september 2019 met een invalbeurt in de 56e minuut zijn debuut voor Dijon FCO in de Ligue 1. Hij scoorde op 1 november 2019 in een 2-1 overwinning tegen Paris Saint Germain zijn eerste doelpunt.

## Clubstatistieken
| Seizoen     | Club        | Competitie  | Competitie | Competitie | Beker | Beker | Internationaal | Internationaal | Totaal | Totaal |
| Seizoen     | Club        | Competitie  | Wed.       | Dlp.       | Wed.  | Dlp.  | Wed.           | Dlp.           | Wed.   | Dlp.   |
| ----------- | ----------- | ----------- | ---------- | ---------- | ----- | ----- | -------------- | -------------- | ------ | ------ |
| 2016/17     | RC Lens     | Ligue 2     | 1          | 0          | 2     | 0     | -              | -              | 3      | 0      |
| 2017/18     | RC Lens     | Ligue 2     | 8          | 0          | 2     | 0     | -              | -              | 10     | 0      |
| 2018/19     | RC Lens     | Ligue 2     | 27         | 3          | 5     | 2     | -              | -              | 32     | 5      |
| 2019/20     | RC Lens     | Ligue 2     | 4          | 2          | 0     | 0     | -              | -              | 4      | 2      |
| Club totaal | Club totaal | Club totaal | 40         | 5          | 9     | 2     | 0              | 0              | 49     | 7      |
| 2019/20     | Dijon FCO   | Ligue 1     | 19         | 4          | 3     | 1     | -              | -              | 22     | 5      |
| Club totaal | Club totaal | Club totaal | 19         | 4          | 3     | 1     | 0              | 0              | 22     | 5      |

## Interlandcarrière
Chouiar speelde in diverse jeugdelftallen voor Frankrijk maar beschikt ook over de Marokkaanse en Mauritaanse nationaliteit. Na een gesprek met bondscoach Vahid Halilhodžić gaf hij aan graag voor het Marokkaans voetbalelftal uit te willen komen.